# Mario Abadía
Mario Alberto Abadía López (sinh ngày 3 tháng 4 năm 1986) là một cầu thủ bóng đá người Colombia. Hiện anh đang chơi ở vị trí tiền đạo cho Platense FC tại Honduras Liga Nacional 